# سیارک ۳۲۰۵
سیارک ۳۲۰۵ (به انگلیسی: 3205 Boksenberg، نامگذاری:1979MO6) سه هزار و دویست و پنجمین سیارک کشف شده‌است که در ۲۵ ژوئن ۱۹۷۹ کشف شد.
قدر مطلق سیارک برابر ۱۳٫۴۰ است.